# Olivier Massart (acteur belge)
 (novembre 2024).
- Si vous ne connaissez pas le sujet, laissez ce bandeau (vous pouvez alors contacter les auteurs).
- Si vous supprimez le contenu mis en cause (vous pouvez préalablement contacter les auteurs),

argumentez précisément cette suppression dans la page de discussion
(un manque de référence n'est pas un argument ; une recherche réelle de référence doit avoir été effectuée, être formellement documentée).
 (novembre 2024).
Si vous disposez d'ouvrages ou d'articles de référence ou si vous connaissez des sites web de qualité traitant du thème abordé ici, merci de compléter l'article en donnant les références utiles à sa vérifiabilité et en les liant à la section « Notes et références ».
 (novembre 2024).
La mise en forme du texte ne suit pas les recommandations de Wikipédia : il faut le « wikifier ».
Les points d'amélioration suivants sont les cas les plus fréquents. Le détail des points à revoir est peut-être précisé sur la page de discussion.
- Les titres sont pré-formatés par le logiciel. Ils ne sont ni en capitales, ni en gras.
- Le texte ne doit pas être écrit en capitales (les noms de famille non plus), ni en gras, ni en italique, ni en « petit »…
- Le gras n'est utilisé que pour surligner le titre de l'article dans l'introduction, une seule fois.
- L'italique est rarement utilisé : mots en langue étrangère, titres d'œuvres, noms de bateaux, etc.
- Les citations ne sont pas en italique mais en corps de texte normal. Elles sont entourées par des guillemets français : « et ».
- Les listes à puces sont à éviter, des paragraphes rédigés étant largement préférés. Les tableaux sont à réserver à la présentation de données structurées (résultats, etc.).
- Les appels de note de bas de page (petits chiffres en exposant, introduits par l'outil «  Source ») sont à placer entre la fin de phrase et le point final[comme ça].
- Les liens internes (vers d'autres articles de Wikipédia) sont à choisir avec parcimonie. Créez des liens vers des articles approfondissant le sujet. Les termes génériques sans rapport avec le sujet sont à éviter, ainsi que les répétitions de liens vers un même terme.
- Les liens externes sont à placer uniquement dans une section « Liens externes », à la fin de l'article. Ces liens sont à choisir avec parcimonie suivant les règles définies. Si un lien sert de source à l'article, son insertion dans le texte est à faire par les notes de bas de page.
- La présentation des références doit suivre les conventions bibliographiques. Il est recommandé d'utiliser les modèles {{Ouvrage}}, {{Chapitre}}, {{Article}}, {{Lien web}} et/ou {{Bibliographie}}. Le mode d'édition visuel peut mettre en forme automatiquement les références.
- Insérer une infobox (cadre d'informations à droite) n'est pas obligatoire pour parachever la mise en page.

Pour une aide détaillée, merci de consulter Aide:Wikification.
Si vous pensez que ces points ont été résolus, vous pouvez retirer ce bandeau et améliorer la mise en forme d'un autre article.
 (novembre 2024).
 (mai 2025).
Pour les articles homonymes, voir Olivier Massart et Massart.
Olivier Massart est un acteur, metteur en scène, auteur et scénariste belge, né le 2 décembre 1969 à Gosselies (Belgique).

## Biographie
Olivier Massart est originaire de Marcinelle. La partie maternelle de sa famille est d'origine italienne. Après une formation à l'École hôtelière de Libramont, il étudie au Conservatoire royal de Bruxelles où il obtient un premier prix d'Art dramatique. Pendant ses années de Conservatoire, il entre à la Ligue d'improvisation Belge et est sélectionné pour le mondial d'Impro à Montréal en 1992. Il sera un des jouteurs en vue pendant quatre années, obtenant le Prix du Public plusieurs saisons d'affilée. Parallèlement à cette aventure, il entame un parcours théâtral partout en Communauté Française. Sa carrière est jalonnée de rôles importants comme Lennie dans Des souris et des hommes, Les jumeaux dans Les jumeaux vénitiens qui lui valent le Prix du Théâtre du meilleur acteur en 2003. Mais aussi, Henri IV dans La Reine Margot, Cyrano dans Cyrano de Bergerac, La créature dans Frankenstein. Il interprète Gilles de Rais dans la création en langue française Gilles et la nuit d'Hugo Claus, adapté par Jean-Claude Carrière. Parallèlement à son parcours d'acteur, il travaille également comme auteur de théâtre (Quelques fleurs, Le juste milieu) et scénariste pour des courts-métrages (Ketchup) ainsi que comme metteur en scène de théâtre (Les 39 marches, Garde à vue, Mr Ibrahim et les fleurs du Coran, Une pucelle pour un Gorille).
En 2012, il met un terme momentané à sa participation aux spectacles vivants pour se consacrer à l'image :
- En tant qu’acteur pour le cinéma et la télévision, il travaille notamment sous la direction de Thomas Vinterberg pour Families like Ours, Benoît Jacquot pour Eva, Jean-Pierre Mocky pour Le Rustre et le Juge, Marc Dugain pour Eugénie Grandet, Trầnh Anh Hùng pour Éternité, Éric Barbier pour La Promesse de l’aube, Élie Semoun pour Ducobu 3.0, Oded Ruskin pour No man’s land, de Lola Doillon pour Le voyage de Fanny, d’Alexandre Castagnetti pour La Colle, de Frédéric Jardin pour Nuit Blanche et Engrenages, de Jean-Christophe Delpias pour Valparaiso.
- Il apparaît dans des séries comme Sophie Cross, Au Service de la France, Paris Police 1905, La Guerre de Marie, La Guerre des ondes, Alice Nevers, Mr. Paul, Nestor Burma, le R. I. F., Profiler, Président Ferrare, Vestiaires, A tort ou à raison, R.I.S Police scientifique, etc.

Olivier Massart dans le rôle de Gilles de Rais dans Gilles et la nuit de Hugo Claus.

- En tant que scénariste, il écrit co-écrit Demain, si tout va bien d'Ivan Goldschmidt.Olivier Massart dans le rôle de Gilles de Rais dans Gilles et la nuit de Hugo Claus.En tant qu’acteur de théâtre, il a interprété, entre autres l’homme laid dans L’homme laid de B. Fraser, Danton dans Pauvre Bitos de J. Anouilh. Laërtes dans Hamlet de W. Shakespeare, Henry IV dans La Reine Margot de A. Dumas, Javert dans Les Misérables de V. Hugo, Claude Gueux de V. Hugo, Théâtre sans animaux de J.M. Ribbes , le Prince de Galles dans Kean de Dumas-Sartre, Stanley Kowalsky dans Un tramway nommé Désir de T. Williams, Lennie dans Des souris et des hommes de J. Steinbeck, Zanetto et Tonino dans Les jumeaux vénitiens de C. Goldoni, Gabriele dans Une journée particulière d’après Ettore Scola, Gilles de Rais dans Gilles et la nuit de Hugo Claus. L’amant dans Trahisons de H. Pinter. Le Comte Almaviva dans Le mariage de Figaro de Beaumarchais. Michelle Houillé dans Le Dieu du carnage de Y. Reza. Père Flynn dans Doute de J.P. Shanley, Le Général Irrigua dans Un fil à la patte de Feydeau, Jean Valjean dans Les Misérables d’après Victor Hugo, et Cyrano dans Cyrano de Bergerac de E. Rostand.

- Au théâtre, il a mis en scène Platonov de A. Tchékhov au Théâtre de l'Escalier, Quelques fleurs..., Monsieur Ibrahim et les fleurs du Coran d’E-E Schmitt, Garde à vue au Théâtre Le Public, Le juste milieu (création collective) et Qui est le véritable Inspecteur Dupif au Théâtre de la Toison d’Or, Une pucelle pour un gorille de F. Arrabal pour la Compagnie Chéri-Chéri. Les 39 Marches, d’après Hitchcok.

## Filmographie

### Cinéma
- 1995 : Le Nez au vent de Dominique Guerrier
- 2001 : HS Hors Service de Jean-Paul Lilienfeld
- 2002 : Petites Misères de Philippe Boon et Laurent Brandenbourger : Gérard
- 2005 : Miss Montigny de Miel Van Hoogenbemt
- 2008 : La Frontière de l'aube de Philippe Garrel
- 2009 : Maternelle de P. Blasband
- 2011 : Nuit blanche de Frédéric Jardin
- 2012 : Torpédo de Matthieu Donck : Éric
- 2013 : La Planète des cons de Gilles Galud et Charlie Dupont
- 2013 : Le Dernier Diamant d'Éric Barbier
- 2014 : Jacques a vu de Xavier Diskeuve : Pivin
- 2015 : Le Voyage de Fanny de Lola Doillon : homme Forman
- 2016 : Éternité de Trần Anh Hùng : un médecin
- 2017 : La Promesse de l'aube d'Éric Barbier : officier remise des grades
- 2017 : La Colle d'Alexandre Castagnetti : le prof d'histoire et de géographe
- 2018 : Eva de Benoît Jacquot : Maître Santini
- 2019 : Fertile Crescent d'Oded Ruskin : Michel
- 2019 : The Shift d'Alessandro Tonda : Marc
- 2020 : Ducobu 3 d'Elie Semoun : le directeur de l'école Jean-d'Ormesson
- 2021 : Eugénie Grandet de Marc Dugain : l'acheteur belge
- 2021 : Demain si tout va bien d'Ivan Goldschmidt

### Télévision
- 1993 : Nestor Burma : Maurice Frydland
- 1996 : Le R.I.F. : Teff Erhat
- 2004 : Le Président Ferrare, Alain Nicot
- 2012 : Valparaiso : Laferté
- 2013 : La guerre de Marie d'Alain Brunard : Émile Roux
- 2013 : RIS police scientifique de Julien Zidi
- 2014 : La Guerre des ondes de Laurent Jaoui : Jacques Duchesnes
- 2015 : Alice Nevers : Le juge est une femme d'Eric Le Roux, épisode Double espoir : Gérard Mattei
- 2016 : Monsieur Paul d'Olivier Schatzky - Alban Vistel
- 2016 : La Bouse de Stanislas Carré de Malberg et Charles Van Tieghem : Jean-Pierre Mallet
- 2016 : E-Legal d'Alain Brunard : Philippe
- 2017 : Au service de la France d'Alexis Charrier : Henri
- 2017 : Section de recherches de Julien Zidi, épisode L'enfant chéri : Philippe Delestat
- 2017 : Papa ou Maman de Frédéric Balekdjian
- 2018 : Engrenages de Frédéric Jardin : Maitre Courances
- 2020 : La Garçonne de Paolo Barzman : Rybeyrol
- 2021 : Les Aventures du jeune Voltaire d'Alain Tasma : Malézieu
- 2022 : Sophie Cross
- 2023 : Families like ours de Thomas Vinterberg : Mr Boyer

## Théâtre
- 1993-1994 : L'homme laid de Brad Fraser
- 1994-1995 : Peter Pan, mise en scène de Bruno Bulté
- 1994-1995 : Hamlet de William Shakespeare, Villers la ville, Laërte
- 1994-1995 : Douze hommes en colère au Théâtre royal des Galeries
- 1995-1996 : Pauvre Bitos ou le Dîner de têtes de Jean Anouilh
- 1995-1996 : Noces de vent (Tribale poursuite), mise en scène d'Éric De Staercke
- 1997-1998 : Mademoiselle Jaïre de Michel de Ghelderode au Théâtre royal du Parc
- 2001-2002 : Claude Gueux de Victor Hugo, ADAC
- 2002-2003 : Les Jumeaux vénitiens de Carlo Goldoni au Théâtre Le Public
- 2002-2003 : Des souris et des hommes de John Steinbeck au Théâtre Le Public
- 2012-2013 : Cyrano de Bergerac d'Edmond Rostand au Théâtre Le Public, Cyrano

## Auteur, coauteur, scénariste
- Auteur pour le théâtre :
  - Quelques fleurs… (Théâtre le Public)
- Co-auteur pour le théâtre :
  - Le juste milieu (Théâtre de la Toison d’Or) et de Noces de vent (Théâtre Loyal du Trac).
- Scénariste pour le cinéma :
  - Duck a duck (C-M)
- Co-scénariste pour le cinéma :
  - Ketchup (C-M) co-écriture avec M. Coeman et Y. Goldschmidt.
  - Les voiles rouges (C-M)
  - Demain si tout va bien, co-écriture avec Ivan Goldschmidt, Nicolas Legrain(2024)

## Distinctions
- Prix du théâtre en 2003 pour Les Jumeaux vénitiens de C. Goldoni et Des souris et des hommes de John Steinbeck.
- Prix d'interprétation masculine en 2006 pour Barbara Broadcast de Jean-Julien Collette